# 近藤照男
近藤 照男（こんどう てるお、1929年 - 2006年2月20日）は日本のテレビプロデューサー。香川県出身。代表作は『スパイキャッチャーJ3』、『キイハンター』、『Gメン'75』など。

## 来歴
1952年、武蔵工業大学建築科を卒業後、美術スタッフとして東映入社。劇場用作品の美術監督として『陸軍残虐物語』（1963年）『ジャコ萬と鉄』（1964年）などの作品に関わったのち、1960年代中盤からプロデューサーに転身し、主にテレビ映画制作に携わる。
1982年に東映から独立し、テレビドラマ制作を業務に近藤照男プロダクションを設立、数々のTBS作品を制作する。中でも東映と馴染みの深い付き合いの石ノ森章太郎による原作の「HOTEL」を映像化、ロングランシリーズとなった。
2006年2月24日、脳内出血により2月20日に都内の自宅で死去したことが公表された。享年77。

## 人物
深作欣二・小山内美江子・佐藤純彌を含めた4人はウマが合い、時々会って、付き合いを続けていたと小山内は話している。